# Anahita
Anahita (آناهیتا, awest. Aredwi Sura Anahita "Wilgotna Jaśniejąca Nietykalna", npers. Nahid) – w dawnej religii irańskiej bogini, później jazata, słodkiej wody i płodności oraz porządku społecznego, zwana też Naną (Piastunką). Imię Anahita wzięła od mitycznej rzeki.
Kult Anahity rozpowszechniony był od Armenii po Sogd. Pierwszą świątynię z wizerunkiem Anahity wzniósł achemenidzki władca Artachšathra II (gr. Artakserkses II). Najbardziej znane świątynie Anahity znajdowały się Stachr i Biszapur w Farsie oraz Kangawar niedaleko od Hamadanu, duży ośrodek kultu znajdował się także w Chwarazmie. Jej świętym zwierzęciem jest bóbr (lub wydra), a planetą Wenus zwana po persku Nahid. Utożsamia się Anahitę z indyjską Saraswati, babilońską boginią Isztar, syryjską Anat i prawdopodobnie sumeryjską Inaną. Grecy wiązali ją z Afrodytą (jako Anaitis) i z kultem Mitry - tytułowano ją Nietykalną Dziewiczą Matką Pana Mitry.